# Jáchymov (Brniště)
Jáchymov (německy Joachimsdorf) byla původně malá vesnice, připojená k obci Brniště v okrese Česká Lípa. Nyní tvoří s Brništěm souvislé osídlení z východní strany. Je zde evidováno 48 adres.

## Historie
První písemná zmínka o vesnici pochází z roku 1788.

## Poloha
Jáchymov leží v katastrálním území Hlemýždí o výměře 2,8 km².
Původně samostatná vesnička je na silnici od Brniště jihovýchodním směrem k 2 km vzdálenému vlakovému nádraží Brniště, která pak pokračuje k připojeným vesnicím Luhov a Nový Luhov. Na území Jáchymova jsou dva rybníky, Vratislav a Brnišťský, mlýn, větší část nově vytvořené naučné Stezky hastrmanů podél zde tekoucího Panenského potoka. Od blízkého kopce Tlustec ji odděluje železniční trať. 

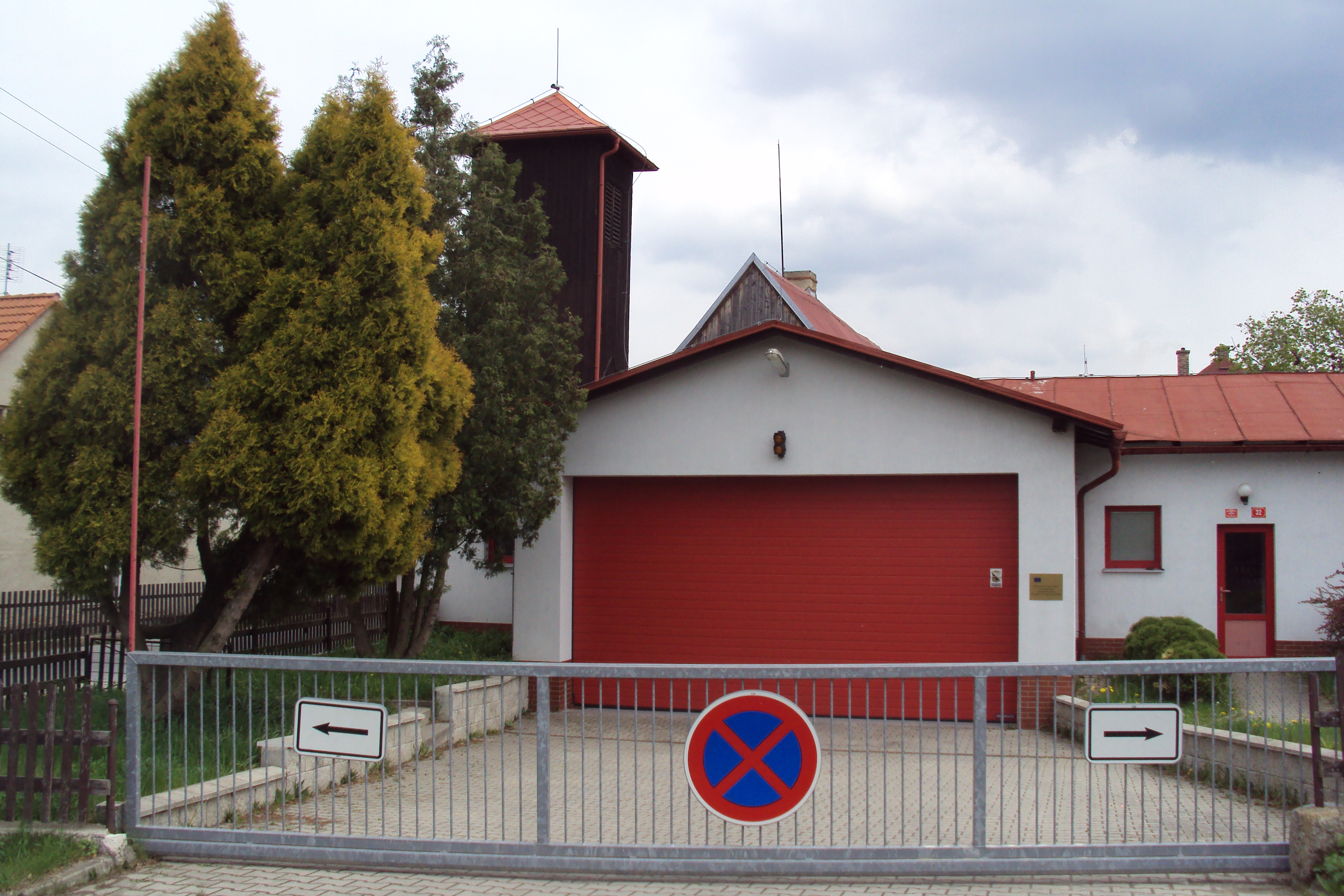
Hasičská zbrojnice